# Le Bernard
Le Bernard est une commune du centre-ouest de la France, située dans le département de la Vendée en région Pays de la Loire.
Ses habitants sont les Bernardais.

## Géographie

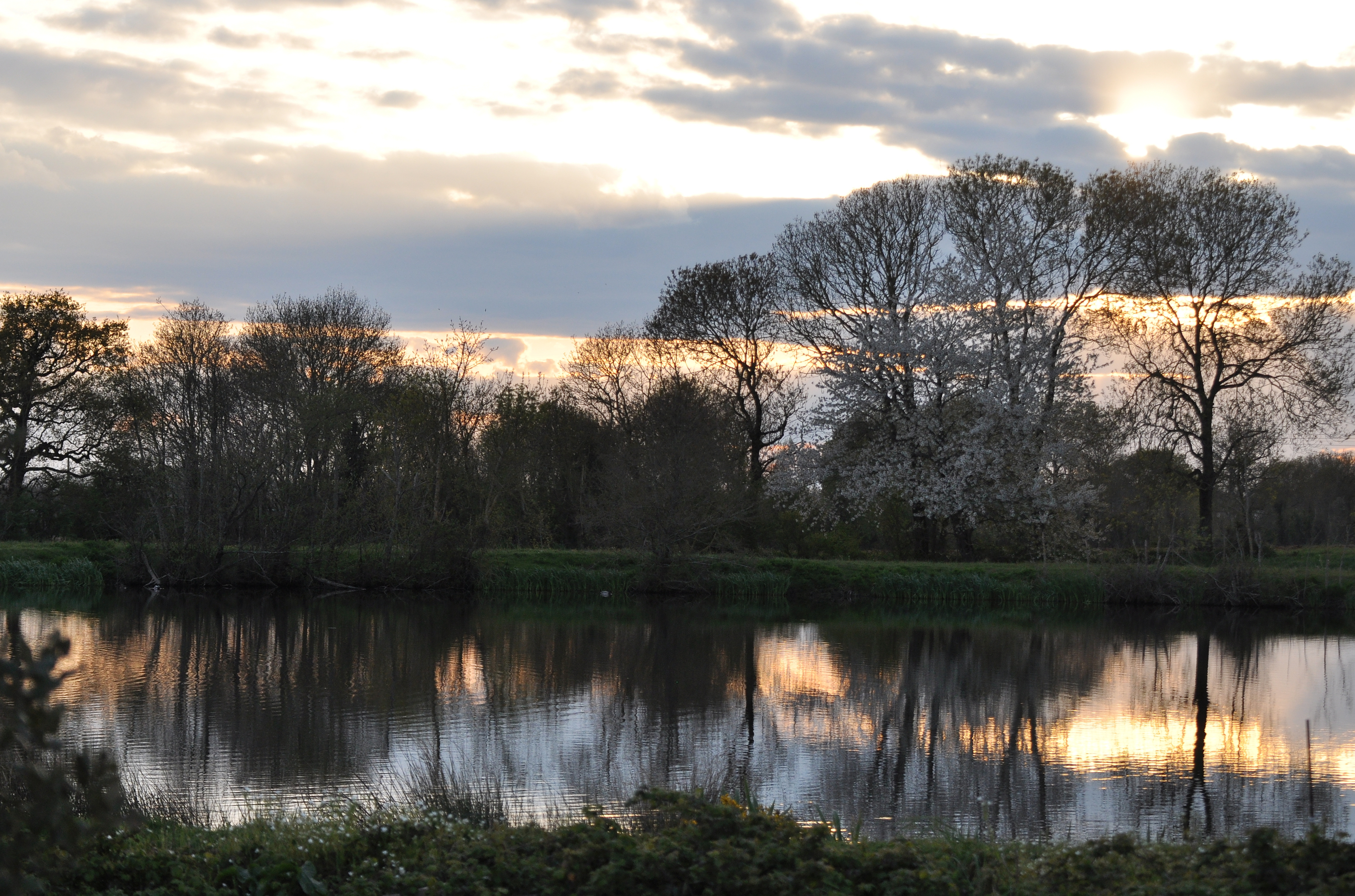
Coucher de soleil sur le ruisseau du Bois Renard

Le territoire municipal du Bernard s’étend sur 2 755 hectares. L’altitude moyenne de la commune est de 25 mètres, avec des niveaux fluctuant entre 2 et 55 mètres,.
Située dans le sud de la Vendée, la commune du Bernard a une économie agro-pastorale.
Au nord, l'élevage prédomine sur des sols acides "arène granitique" au sud, les terres calcaires portent des cultures.
Proche de l'océan le tourisme y fait une apparition timide avec un camping quelques chambres d'hôtes, et la visite libre des mégalithes du Néolithique.
Cinq éoliennes ont été implantées sur la commune et produisent depuis 2006. Un parc de plusieurs éoliennes a été ensuite installé à proximité, sur la commune voisine de Longeville-sur-Mer.
|         | Moutiers-les-Mauxfaits | Le Givre    |
| Avrillé | Bernard                | La Jonchère |
|         | Longeville-sur-Mer     | Angles      |

### Climat
Pour des articles plus généraux, voir Climat des Pays de la Loire et Climat de la Vendée.
En 2010, le climat de la commune est de type climat océanique franc, selon une étude du CNRS s'appuyant sur une série de données couvrant la période 1971-2000. En 2020, Météo-France publie une typologie des climats de la France métropolitaine dans laquelle la commune est exposée à un climat océanique et est dans la région climatique  Bretagne orientale et méridionale, Pays nantais, Vendée, caractérisée par une faible pluviométrie en été et une bonne insolation. 
Pour la période 1971-2000, la température annuelle moyenne est de 12,4 °C, avec une amplitude thermique annuelle de 13,3 °C. Le cumul annuel moyen de précipitations est de 788 mm, avec 12,2 jours de précipitations en janvier et 6,2 jours en juillet. Pour la période 1991-2020, la température moyenne annuelle observée sur la station météorologique de Météo-France la plus proche, sur la commune d'Angles à 6 km à vol d'oiseau, est de 13,2 °C et le cumul annuel moyen de précipitations est de 869,3 mm,. Pour l'avenir, les paramètres climatiques de la commune estimés pour 2050 selon différents scénarios d'émission de gaz à effet de serre sont consultables sur un site dédié publié par Météo-France en novembre 2022.

## Urbanisme

### Typologie
Au 1er janvier 2024, Le Bernard est catégorisée bourg rural, selon la nouvelle grille communale de densité à sept niveaux définie par l'Insee en 2022.
Elle est située hors unité urbaine et hors attraction des villes,.

### Occupation des sols

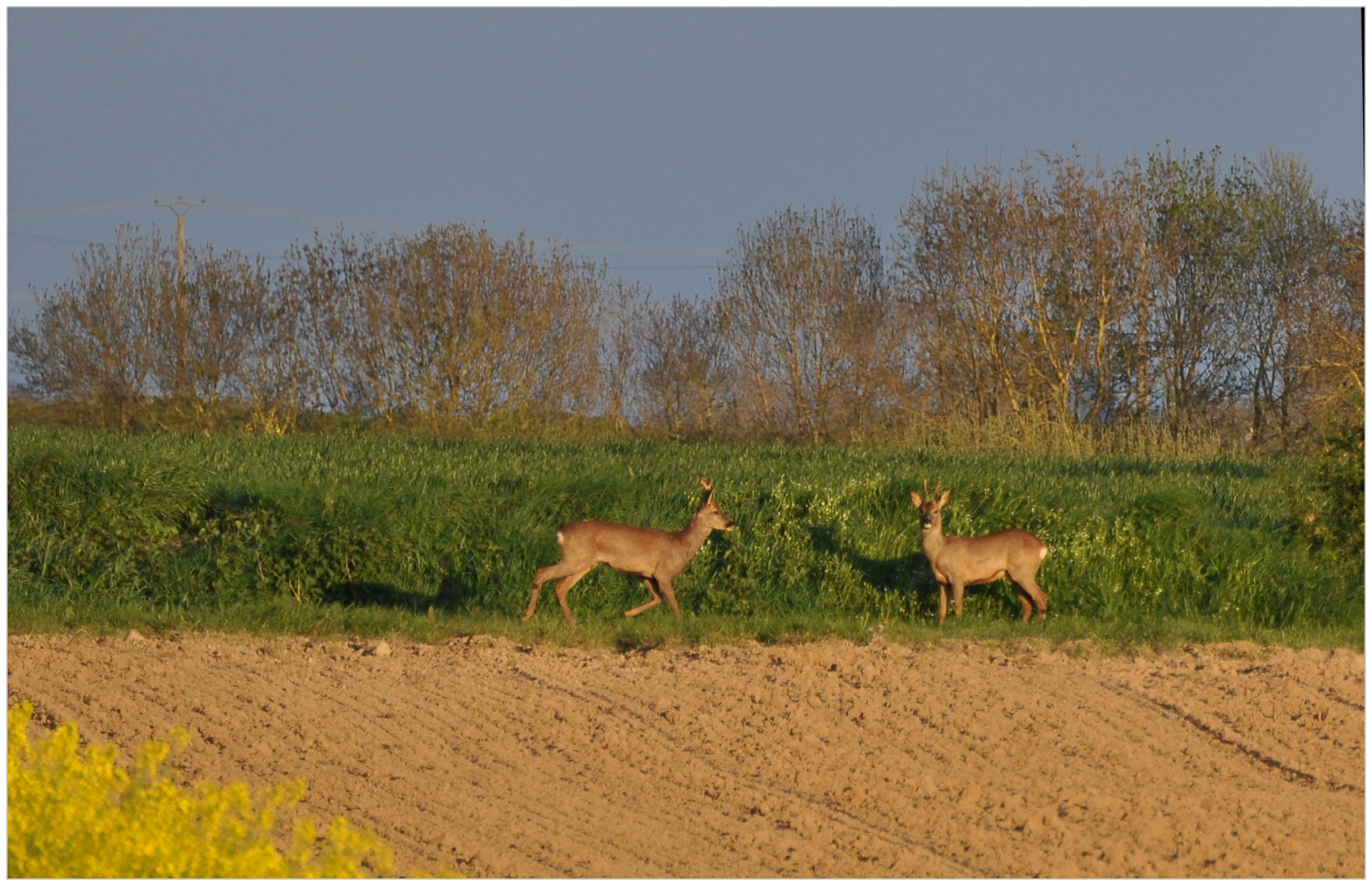
A proximité de la ferme de La Morière, deux brocards profitent des derniers rayons de soleil.

L'occupation des sols de la commune, telle qu'elle ressort de la base de données européenne d’occupation biophysique des sols Corine Land Cover (CLC), est marquée par l'importance des territoires agricoles (89,4 % en 2018), en diminution par rapport à 1990 (91,7 %). La répartition détaillée en 2018 est la suivante : 
terres arables (68,2 %), prairies (14,8 %), zones agricoles hétérogènes (6,4 %), forêts (5,5 %), zones urbanisées (4,3 %), espaces verts artificialisés, non agricoles (0,9 %). L'évolution de l’occupation des sols de la commune et de ses infrastructures peut être observée sur les différentes représentations cartographiques du territoire : la carte de Cassini (XVIIIe siècle), la carte d'état-major (1820-1866) et les cartes ou photos aériennes de l'IGN pour la période actuelle (1950 à aujourd'hui).

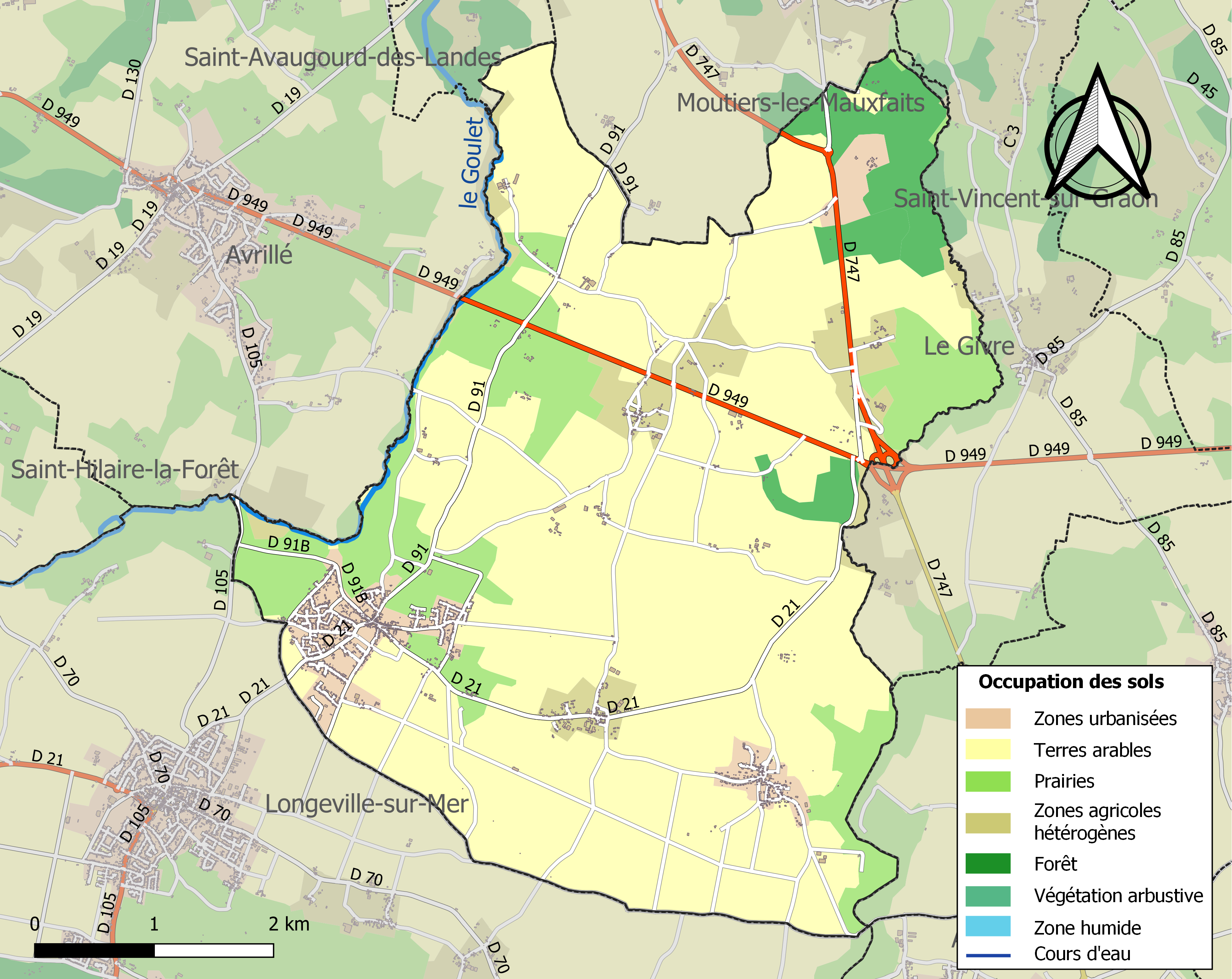
Carte des infrastructures et de l'occupation des sols de la commune en 2018 (CLC).

## Toponymie
Durant la Révolution, la commune porte le nom de Bonfond.
En poitevin, la commune est appelée Le Brnard.

## Histoire
Pendant la préhistoire, les hommes fréquentent ce territoire. Quelques silex taillés attestent de passages humains au Paléolithique, mais l'essentiel de la mise en valeur des terres s'effectue au Néolithique ou "Âge de la Pierre Polie". Dès le milieu du cinquième millénaire avant notre ère, les hommes édifient des dolmens, recouverts de terre ou tumulus pour y déposer leurs morts. Le tumulus du Pé de Fontaine appartient à cette période. Son étude et sa restauration ont été réalisés par Roger Joussaume et son équipe.
Au milieu du troisième millénaire, des dolmens différents sont construits comme celui de La Frébouchère. Ils ont un plan de type angevin. Au long couloir d'accès des dolmens atlantiques se substituent des portiques d'entrée constitués par trois pierres.
Autres monuments mégalithique:
Trois dolmens de Savatole, le dolmen de la Cour du Breuil, les menhirs du Plessis...
L'époque gallo-romaine nous a laissé les thermes et les puits funéraires de Troussepoil.
L'église du bourg du Bernard est d'époque romane.

## Emblèmes

### Héraldique
| Blason | Blasonnement : Écartelé : au premier, de sinople à la croix d'or remplie de gueules ; au deuxième et au troisième, d'or plain ; au quatrième, de sinople à l'ours en pied d'or lampassé de gueules. |

### Devise
La devise du Bernard : Spes Et Virtus.

## Politique et administration

### Liste des maires
| Période                                  | Période                       | Identité         | Étiquette | Qualité                    |
| ---------------------------------------- | ----------------------------- | ---------------- | --------- | -------------------------- |
| Les données manquantes sont à compléter. |                               |                  |           |                            |
| octobre 1947                             | 1973                          | Arthur Tortereau |           |                            |
| 1973                                     | juin 1995                     | Gilles Chusseau  |           | Agent hospitalier retraité |
| juin 1995                                | mars 2008                     | Bernard Poussard |           | Agriculteur                |
| mars 2008                                | En cours (au 19 janvier 2021) | Loïc Chusseau,   | DVD       | Agriculteur                |

## Population et société

### Démographie

#### Évolution démographique
L'évolution du nombre d'habitants est connue à travers les recensements de la population effectués dans la commune depuis 1793. Pour les communes de moins de 10 000 habitants, une enquête de recensement portant sur toute la population est réalisée tous les cinq ans, les populations de référence des années intermédiaires étant quant à elles estimées par interpolation ou extrapolation. Pour la commune, le premier recensement exhaustif entrant dans le cadre du nouveau dispositif a été réalisé en 2006.

En 2022, la commune comptait 1 320 habitants, en évolution de +9,18 % par rapport à 2016 (Vendée : +5,33 %, France hors Mayotte : +2,11 %).
| 1793 | 1800 | 1806 | 1821 | 1831 | 1836 | 1841 | 1846 | 1851 |
| ---- | ---- | ---- | ---- | ---- | ---- | ---- | ---- | ---- |
| 650  | 597  | 663  | 809  | 801  | 868  | 855  | 854  | 928  |

| 1856 | 1861 | 1866  | 1872 | 1876  | 1881  | 1886  | 1891  | 1896  |
| ---- | ---- | ----- | ---- | ----- | ----- | ----- | ----- | ----- |
| 925  | 997  | 1 003 | 970  | 1 018 | 1 009 | 1 010 | 1 052 | 1 028 |

| 1901 | 1906  | 1911 | 1921 | 1926 | 1931 | 1936 | 1946 | 1954 |
| ---- | ----- | ---- | ---- | ---- | ---- | ---- | ---- | ---- |
| 989  | 1 011 | 994  | 993  | 947  | 871  | 867  | 807  | 787  |

| 1962 | 1968 | 1975 | 1982 | 1990 | 1999 | 2006 | 2011  | 2016  |
| ---- | ---- | ---- | ---- | ---- | ---- | ---- | ----- | ----- |
| 736  | 656  | 561  | 574  | 591  | 623  | 830  | 1 120 | 1 209 |

| 2021  | 2022  | - | - | - | - | - | - | - |
| ----- | ----- | - | - | - | - | - | - | - |
| 1 293 | 1 320 | - | - | - | - | - | - | - |

#### Pyramide des âges
En 2018, le taux de personnes d'un âge inférieur à 30 ans s'élève à 30,4 %, soit en dessous de la moyenne départementale (31,6 %). À l'inverse, le taux de personnes d'âge supérieur à 60 ans est de 34,1 % la même année, alors qu'il est de 31,0 % au niveau départemental.
En 2018, la commune comptait 610 hommes pour 617 femmes, soit un taux de 50,29 % de femmes, légèrement inférieur au taux départemental (51,16 %).
Les pyramides des âges de la commune et du département s'établissent comme suit.
| Hommes | Classe d’âge | Femmes |
| ------ | ------------ | ------ |
| 0,3    | 90 ou +      | 0,5    |
| 8,8    | 75-89 ans    | 9,4    |
| 24,0   | 60-74 ans    | 25,3   |
| 17,7   | 45-59 ans    | 18,3   |
| 16,8   | 30-44 ans    | 18,0   |
| 12,3   | 15-29 ans    | 10,5   |
| 20,1   | 0-14 ans     | 18,0   |

| Hommes | Classe d’âge | Femmes |
| ------ | ------------ | ------ |
| 0,8    | 90 ou +      | 2,2    |
| 8,7    | 75-89 ans    | 11,1   |
| 20,3   | 60-74 ans    | 21,3   |
| 20     | 45-59 ans    | 19,4   |
| 17,5   | 30-44 ans    | 16,8   |
| 15     | 15-29 ans    | 13,2   |
| 17,7   | 0-14 ans     | 16,1   |

## Lieux et monuments

### Mégalithisme

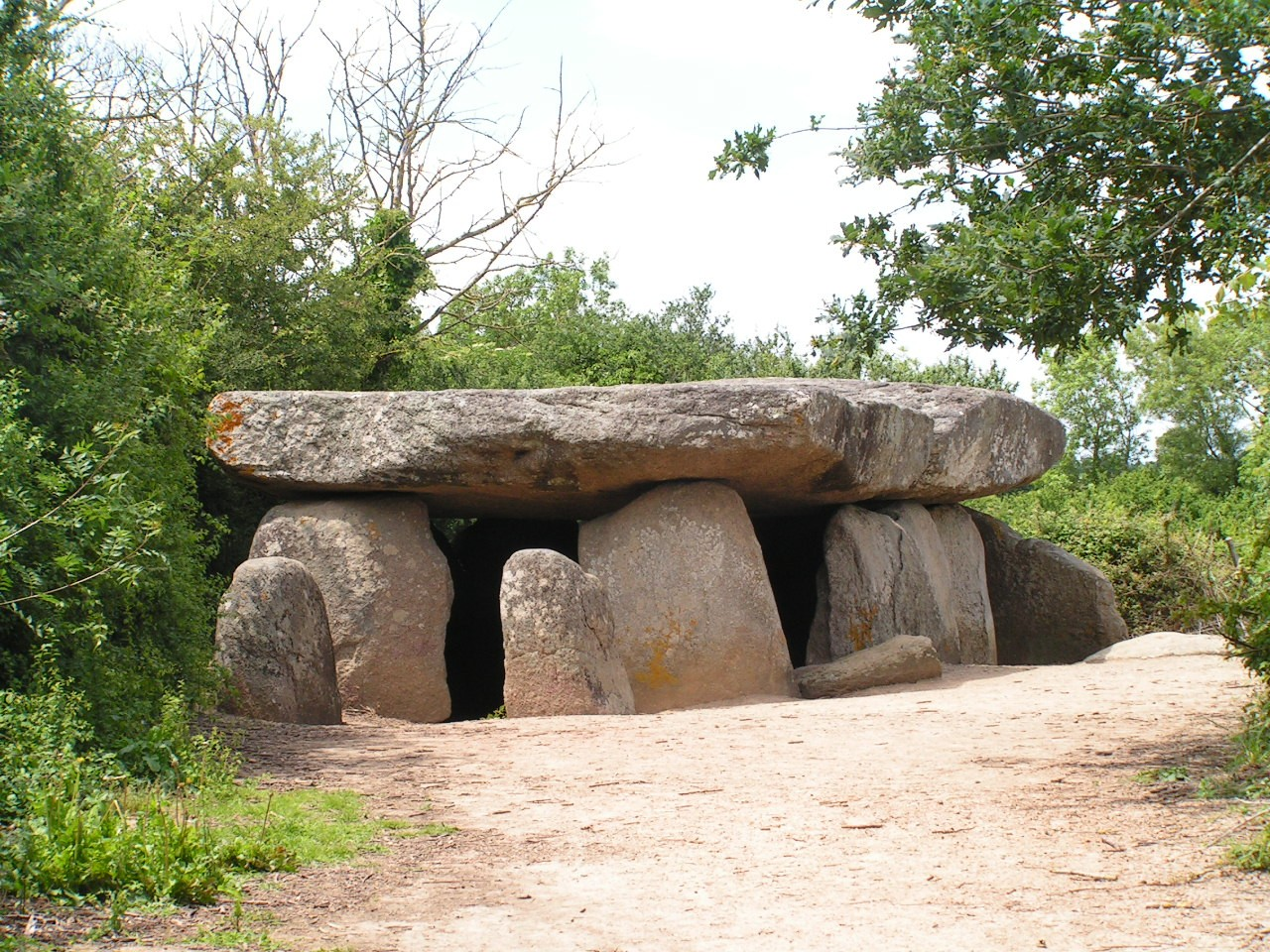
Le dolmen de la Frébouchère.

Le Bernard compte de nombreux sites mégalithiques ; certains sont accessibles au public, d'autres sont situés sur des propriétés privées.
Quatre de ces sites sont protégés aux monuments historiques :
- Dolmen de la Frébouchère[23] : de type angevin composé d'une grande salle (on pourrait y loger une voiture[réf. nécessaire]) à laquelle on accède par un portique composé de trois pierres. Aujourd'hui ne subsistent en place que les deux piliers. Le linteau a été déposé. Sa dalle de couverture était initialement un bloc de granite estimé à 80 tonnes. À la fin du XIXe siècle, un violent orage déstabilise le monument et fracture la dalle ; le monument est restauré à l'époque par l'abbé Baudry.
- Menhirs du Plessis[24]
- Pierre Folle du Plessis[25]
- Pierre levée de la Cour du Breuil[26]

Outre ces monuments, on peut citer :
- Cairn du Pey-de-Fontaine
- Dolmen de Girondin
- Dolmens de Savatole
- Menhir du Grand-Plessis
- Menhirs de la Frébouchère

### Patrimoine religieux
La commune compte deux édifices religieux :
- Église Saint-Martin-de-Tours, inscrite aux monuments historiques depuis 1927[27].
- Ancien prieuré Saint-Jean-l'Evangéliste, actuellement grange du prieuré de Fontaine, dont il reste la chapelle.

### Patrimoine civil
Une tour gallo-romaine situé au lieu-dit du Breuil est inscrite aux monuments historiques depuis 1935. Il s'agit d'un petit édifice cylindrique, fortement ruiné.
La commune héberge le complexe O'Gliss Park, 3e plus grand parc aquatique de France[réf. nécessaire] qui a ouvert ses portes le 25 juin 2016. A proximité, se trouve également le plus grand parc aventure de Vendée[réf. nécessaire], Indian Forest.

## Personnalités liées à la commune
Ferdinand Baudry, étais un abbé, historien et archéologue qui était membre de la pastorale de la ville, il a réalisé de nombreuses fouilles sur les vestiges gallo-romains, il est enterré dans le cimetière de la commune, une plaques commémorative présente le personnage.